# كيم ساي روم
كيم ساي روم (بالكورية: 김새롬)‏ هي شخصية تلفزيونية وعارضة أزياء وممثلة كورية جنوبية. ولدت يوم 2 أكتوبر 1987 في غويانغ في كوريا الجنوبية.